# Theodoor Hendrik van de Velde
Theodoor Hendrik van de Velde, född 1873, död 1937, var en nederländsk läkare och gynekolog (termen sexolog fanns inte) vid Gynekologiska institutionen i Haarlem, Nederländerna. 
1926 publicerade han Het volkomen huwelijk (Det fulländade äktenskapet), en studie i äktenskapets fysiologi och teknik. Den blev en stor framgång på många språk och gjorde honom berömd. I Tyskland var Die vollkommene Ehe uppe i sin 42:a tryckning 1932 trots att den fanns på katolska kyrkans lista över förbjudna böcker, Index librorum prohibitorum. Den svenska översättningen kom 1931. Uppföljaren på tyska, Die Abneigung in der Ehe, två år senare, om motviljan inom äktenskapet, dess uppkomst och bekämpande, brändes av nationalsocialister under de landsomfattande bokbålen i Nazityskland 1933. I Sverige ansågs van de Veldes böcker långt in på 1960-talet vara pornografiska och olämpliga för unga läsare.

## Verk (översatta till svenska)
- Det fulländade äktenskapet: en studie i samlevnadens fysiologi och teknik (Het volkomen huwelijk) (förord av Curth Franke, anonym översättning, Frans Aldor, 1931). Senaste uppl. 1958.[1]
- Fruktsamheten i äktenskapet och dess avsiktliga kontroll (översättning Harald Rabe, Frans Aldor, 1932)
- Den sexuella fientligheten i äktenskapet (översättning Algot Ruhe, Frans Aldor, 1933)
- Mannen, kvinnan och erotiken i det högre äktenskapet (anonym översättning?, Mårdberg, 1946)